# Yelena Khlopotnova
Yelena Khlopotnova (em ucraniano: Олена Хлопотнова, em russo: Елена Хлопотнова); (4 de agosto de  1963) é uma antiga atleta de salto em comprimento que representou a União Soviética e, mais tarde, a Ucrânia. O seu recorde pessoal de 7.31 m, conseguido em Alma Ata em 12 de setembro de 1985, coloca-a em nono lugar na lista das melhores saltadoras de todos os tempos.